# Norasjön, Uppland
Norasjön är en sjö i Norrtälje kommun i Uppland och ingår i Broströmmens huvudavrinningsområde. Sjön har en area på 0,0741 kvadratkilometer och ligger 5,3 meter över havet.

## Delavrinningsområde
Norasjön ingår i det delavrinningsområde (664221-166233) som SMHI kallar för Utloppet av Brosjön. Medelhöjden är 19 meter över havet och ytan är 39,1 kvadratkilometer. Räknas de 14 avrinningsområdena uppströms in blir den ackumulerade arean 192,49 kvadratkilometer. Avrinningsområdets utflöde Broströmmen mynnar i havet. Avrinningsområdet består mestadels av skog (34 procent), öppen mark (11 procent) och jordbruk (49 procent). Avrinningsområdet har 1,04 kvadratkilometer vattenytor vilket ger det en sjöprocent på 2,7 procent. Bebyggelsen i området täcker en yta av 0,93 kvadratkilometer eller 2 procent av avrinningsområdet.